# 宣言
宣言是指国家、政府、团体、组织或个人为表明己方的意愿、主旨、主张而向公共发布的书面声明。它往往具有很强的政治性，但畢竟是口頭上的共識，並非像條約有如此強大的明確性，所以只要不被眾多人/國所認同時就沒用了，而有时也会用于表明个体的人生观。另外宗教信仰中的宣言，则通常会被称为信经。

## 著名宣言
下面是一些比较知名的宣言列表：
- 1581年，《誓绝法案》；
- 1776年，《美国独立宣言》；
- 1789年，法国大革命时期的《人权和公民权宣言》；
- 1812年，西蒙·玻利瓦尔发表的《卡塔赫纳宣言》；
- 1834年，罗伯特·皮尔发表的《塔姆沃斯宣言》；
- 1848年，《感伤宣言》；
- 1848年，马克思和恩格斯发表的《共产党宣言》；
- 1862年，《解放奴隶宣言》；
- 《人文主义宣言》I、II、III；
- 1890年，耶穌基督後期聖徒教會会长伍惠福就一夫多妻制发表《1890年宣言》（Manifesto）；
- 1904年，耶穌基督後期聖徒教會新任会长斯密斐亭约瑟再次就一夫多妻制发布第二宣言（The Second Manifesto）；
- 1905年，因俄国发生革命，尼古拉二世发布《对国家秩序的改善的宣言》；
- 1916年，《16宣言》；
- 1925年，希特勒发表《我的奋斗》；
- 1933年，加拿大平民合作联盟发布《里贾纳宣言》；
- 1944年，波兰民族解放委员会发布《七月宣言》；
- 1947年，国际自由联盟发布《牛津宣言》；
- 1948年，《世界人权宣言》；
- 1955年，为反对核武器和战争，罗素发表《罗素—爱因斯坦宣言》；
- 1956年，因布朗诉托皮卡教育局案，101名美国国会议员发表反对废除种族隔离措施的《南方宣言》；
- 1960年，为反对法国发动阿尔及利亚战争，121名学者发表《121宣言》；
- 1985年，GNU宣言，理查德·斯托曼發表在 Dr. Dobb's Journal of Software Tools 雜誌上；
- 2007年，《聯合國原住民族權利宣言》，于2007年9月由联合国大会通过；